# Federico Suárez Verdeguer
Federico Suárez Verdeguer (Valencia, 30 de marzo de 1917-Madrid, 1 de enero de 2005) fue un historiador y sacerdote español, miembro del Opus Dei.

## Biografía
Nacido en Valencia el 30 de marzo de 1917, estudió Filosofía y Letras, sección de Historia en la Universidad de Valencia. Fue becario del Colegio Mayor Juan de Ribera de Burjasot desde 1934. Se doctoró en Historia en la Universidad de Madrid (1942). Fue becario del Instituto Jerónimo Zurita del CSIC (1943-1944). Encargado de cátedra en Valencia y becario de la sección valenciana del CSIC (1944-1945). Obtuvo la cátedra de Historia de España Moderna y Contemporánea en la Universidad de Santiago (1948). Fue secretario general de la Universidad de Santiago y después consejero nacional de Educación (1953). Puso en marcha la Escuela de Historia del Estudio General de Navarra en 1955. En 1975 fue nombrado capellán de la Casa Real, cargo que mantuvo hasta su fallecimiento, ocurrido en Madrid el 1 de enero de 2005.
Editó varias memorias y autobiografías, como las tres de Antonio Guerola: Memoria de mi administración en la provincia de Cádiz, como gobernador de ella desde el 31 de marzo hasta el 31 de mayo de 1863 (1986); Granada en la segunda mitad del siglo xix (1996); Sevilla en la segunda mitad del siglo xix (1993). También cultivó los saberes historiográficos: Reflexiones sobre la historia y sobre el método de la investigación histórica (1977); el ensayo sobre los ideólogos de la España contemporánea: Intelectuales antifascistas (2002); y la reflexión sobre la vida del intelectual: La honradez intelectual y otros ensayos (1988).
El 21 de julio de 1940 había solicitado la admisión en el Opus Dei, en Valencia; en 1948 se ordenó sacerdote y, paralelamente a su trabajo de historiador, desarrolló su labor pastoral entre universitarios. Fruto de su actividad sacerdotal vieron la luz otra serie de libros, de carácter teológico-ascético, dirigidos principalmente a universitarios, entre ellos se encuentran: La Virgen, nuestra Señora; La puerta angosta; La Pasión de nuestro Señor Jesucristo; José, esposo de María; El sacerdote y su ministerio; La paz os dejo; Después de esta vida; El sacrificio del altar, y algunas otras.

### Obras y publicaciones
Fue autor de publicaciones como: 
- La crisis política del Antiguo Régimen en España (1950);
- La Pragmática Sanción de 1830. Valladolid: Escuela de Historia Moderna. Consejo Superior de Investigaciones Científicas. 1950.
- Los sucesos de La Granja (1953);[2]
- Conservadores, innovadores y renovadores en las postrimerías del antiguo régimen (1955);[9]
- Génesis del Concordato de 1851 (1963);[3]
- Reflexiones sobre la historia y sobre el método de investigación histórica (1977),
- El proceso de la convocatoria a Cortes (1808-1810) (1982);
- Las Cortes de Cádiz (1982);
- Vida y obra de Juan Donoso Cortés. Pamplona: Eunate. 1997.;[2]
- Manuel Azaña y la guerra del 36 (2000);[3]
- Que los buenos no hagan nada (2000);
- Intelectuales antifascistas (2003)
- Ensayos moderadamente polémicos (2005),